# Усадьба Толчёновых
Усадьба Толчёновых (Усадьба Тугариновых) — усадьба XVIII века, принадлежащая купеческому роду Толчёновым. Была построена в Конюшенной слободе, ныне микрорайоне Заречье города Дмитрова. От усадебного ансамбля сохранились: главный дом, флигель, небольшой пруд и остатки сада.  
Усадьба является единственным образцом усадебного классицизма в Дмитрове. 

## История усадьбы
Основателем усадьбы на Клинской (сейчас Старорогачёвской улице) в 1785 году считается купец первой гильдии Иван Алексеевич Толчёнов. Вернувшись из Санкт-Петербурга обратно в Дмитров, он заново здесь обустраивается. Также И. А. Толчёнов был городским главой и крупным меценатом города.
Купцы Толчёновы специализировались на оптовой купле-продаже хлеба (зерна). Выращенное в Дмитровском уезде зерно закупалось и продавалось в крупные города или отправлялось на север. 
Дмитров был традиционным купеческим городом. Речной торговый путь по реке Яхроме, Волге, Шексне уже стал приходить в упадок. Т. к. с конца XVI века сформировался сухопутный путь на север: от Москвы через Ярославль, Вологду в Архангельск, куда прибывали товары морским путём с Европы. Однако постепенно товарооборот начал смещаться через Санкт-Петербург.
Он закладывает первый в Дмитрове каменный (кирпичный) двухэтажный жилой дом, ставший главным домом усадьбы. Также в усадьбе находились многочисленные службы: людские, конюшня, скотный двор, амбары. Имелись: оранжереи (теплицы), сад с прудом и беседкой. От улицы усадьба была ограничена каменным забором с воротами.
Усадьба была продана в мае 1796 года за 15 тысяч рублей купцу первой гильдии Ивану Артемьевичу Тугаринову (отчего стала известна как «Тугаринов дом»). Также И. А. Тугаринов был городским главой, бургомистром и владел суконной фабрикой.

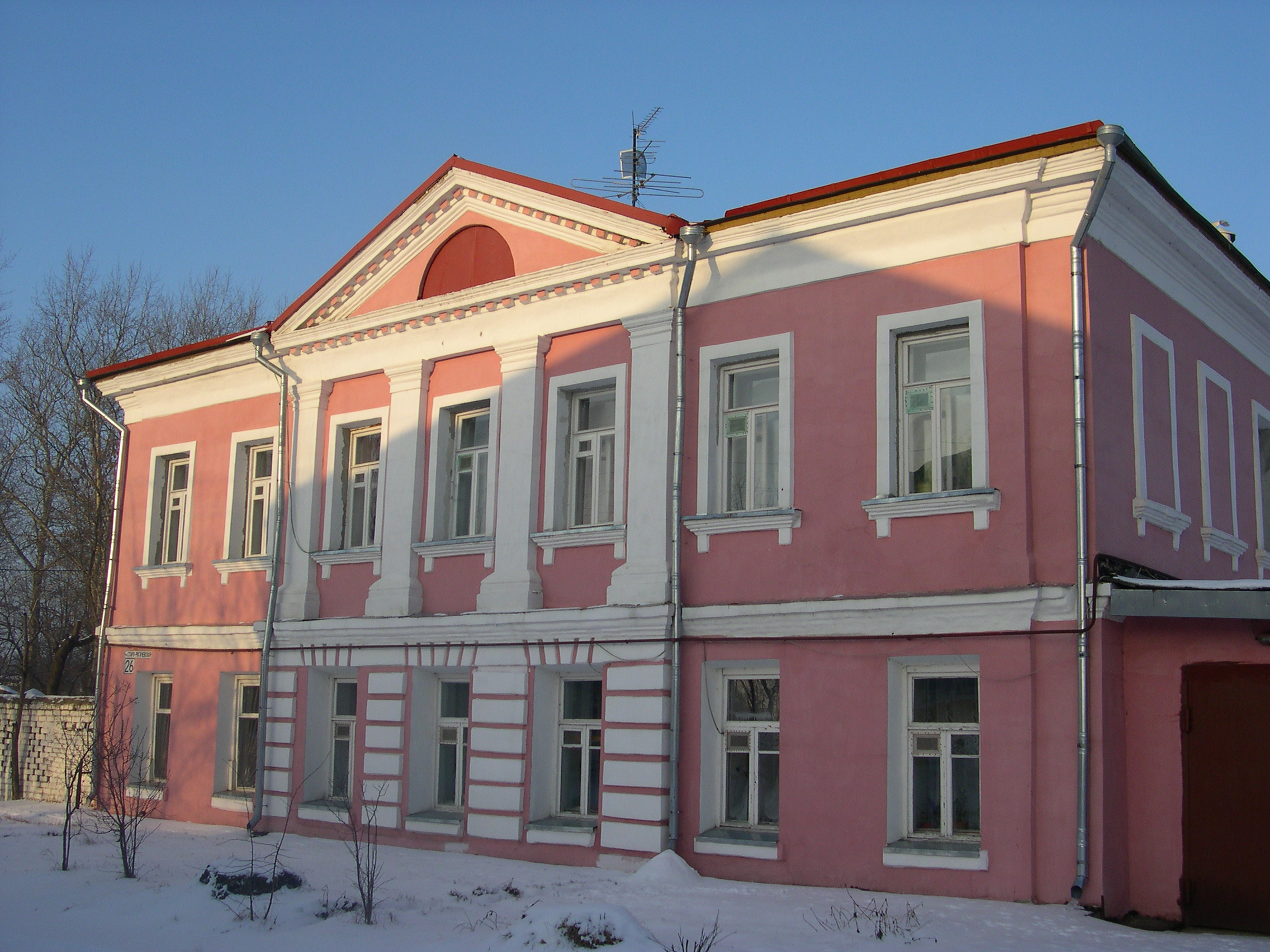
Здание богадельни И. А. Тугаринова

В 1816—1825 годах И. А. Тугариновым строится рядом ещё один каменный жилой дом (ул. Старо-Рогачёвская, д. 26), в котором также проживает семья купца. Здание известно как богадельня Тугаринова. Комплекс усадьбы с богадельней можно считать Тугариновской усадьбой.
В 1840-х годах принадлежала М. А. Архангельской. После чего усадьба стала приходить в упадок: исчезли вспомогательные постройки, сад опустел.
Со временем дмитровские купцы потеряли ведущие позиции в регионе. Часть местных купцов и их потомков переехала в Москву, часть в Санкт-Петербург, где была сосредоточена оптовая торговля.
В 1920 годах флигель и дом были объединены в одно здание. Однако в 1968—1974 годах они были восстановлены в первоначальном виде под руководством Л. А. Беловой. 
В настоящее время в здании усадьбы располагается автомобильная школа.

## Архитектура
Главный усадебный дом был построен в 1785—1788, возможно, по проекту Н. П. Осипова, бывшего деловым партнёром И. А. Толчёнова. Дом кирпичный, отделан декоративной лепниной. Флигель был построен в 1774 году. 
Усадьба выполнена в стиле классицизма по подобию дворянских усадеб. 
Также в 1786 году на средства И. А. Толчёнова построена колокольня Введенской церкви также в классическом стиле. Введенскую церковь, находящуюся рядом, можно тоже считать ансамблем усадьбы Толчёновых. Т. к. на перестройку из деревянной в каменную зять А. И. Толчёнова вместе Ф. К. Макаровым вносили денежный вклад. 